# بخش پیپ
بخش پیپ، یکی از بخش‌های شهرستان لاشار در استان سیستان و بلوچستان ایران است. مرکز این بخش، روستای پیپ است.

## تقسیمات کشوری
- بخش پیپ
  - دهستان لاشار جنوبی
  - دهستان تنگ سرحه

## جمعیت
بر پایه سرشماری عمومی نفوس و مسکن در سال ۱۳۹۵، جمعیت بخش پیپ برابر با ۱۶٬۲۰۶ نفر بوده‌است.